# Rafael Puig Valls
Rafael Puig y Valls (Tarragona, 31 de mayo de 1845-Tarragona, enero de 1920) fue un ingeniero de montes español, impulsor de la Fiesta del Árbol en Cataluña.

## Biografía
Estudió la carrera de ingeniero de montes en Villaviciosa de Odón, terminándola en 1863. Ingresó al terminar sus estudios en el Cuerpo de Ingenieros de Montes, y llegó a ser ingeniero jefe del distrito forestal de Barcelona, Gerona y Baleares, hasta su jubilación anticipada en 1907 a causa de la arterioesclerosis.

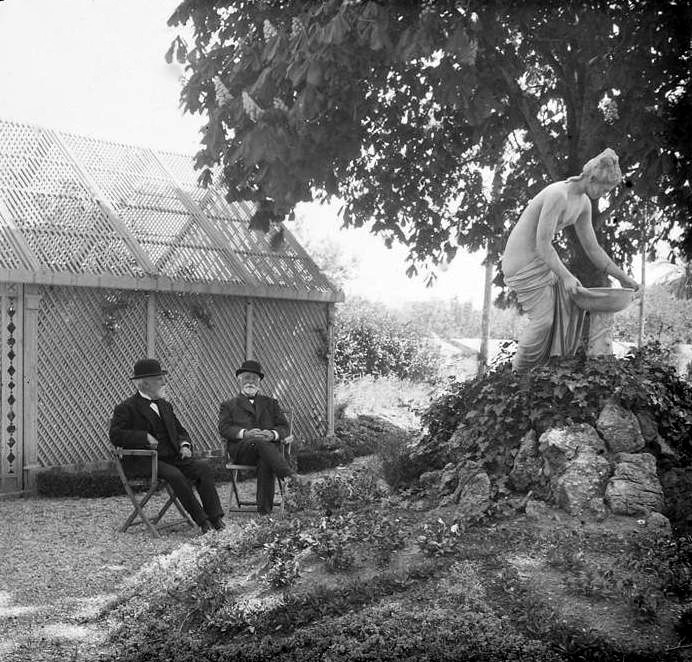
Los hermanos Mariano y Rafael Puig Valls en la quinta de San Rafael

Fue secretario de la Sociedad Económica de Amigos del País (1872-1874) y del consejo de la Exposición Universal de Barcelona de 1888, vocal de la junta de govern del Instituto Agrícola Catalán de San Isidro durante ocho años (al menos entre 1903 y 1906) y presidente de la Real Academia de Ciencias y Artes de Barcelona (1892-1894 y 1904-1906). Colaborador de La Vanguardia, también publicó diversos trabajos de tema forestal. Juntamente con Victorià Felip, propuso la construcción del ferrocarril de Manresa a Berga. Falleció en enero de 1920 en su finca de San Rafael de Tarragona.

### La defensa del medio natural
L'arbre és la bellesa dels paisatges, la defensa de les conques i la providència de les muntanyes

Puig protagonizó una larga lucha en defensa del medio natural. Aparte de los muchos escritos que publicó al respecto, en 1884 formó parte de una comisión que es proponía organizar una liga ciudadana que trabajara en defensa de los bosques, y que redactó un proyecto de repoblación forestal en la sierra de Collserola. Posteriormente, Rafael Puig también propuso que se creasen espacios protegidos en la montaña de Montserrat (la primera propuesta de este tipo en España), en las sierras del Tibidabo y del Montseny y en el paraje del Cabo de Creus (6 de abril de 1902). Entre 1896 y 1902 presidió y trabajó activamente, en la Comisión para la fijación de las dunas que, procedentes del puerto de Rosas, afectaban a Torroella de Montgrí, La Escala y San Pedro Pescador.
Convencido de la necesidad de promover el respeto a los bosques y la repoblación forestal, instituyó en 1899 la Fiesta del Árbol en Cataluña, y trabajó en congresos y jornadas de esa temática por toda Europa (por ejemplo, en el "Congreso Internacional de Silvicultura" de París de 1910). En reconocimiento a esta labor, el gobierno francés le impuso la Legión de Honor en el transcurso de la Exposición Universal de París (1900).
Considerado un precursor de la educación ambiental, en la finca que rodeaba su casa, la Quinta de San Rafael de Tarragona, plantó una gran cantidad de especies de árboles, identificados con una voluntad claramente pedagógica. Modernamente, una parte de esta finca se ha convertido en el Parc de la Ciutat de Tarragona, donde, en 2007, en el marco del "Segundo Congreso Forestal Catalán", se inauguró un medallón con su efigie.

## Escritos
- Arenas voladoras del N.E. de España: estudio del régimen de su invasión continental, y medios proyectados Barcelona: Real Academia de Ciencias y Artes, 1899
- La Asociación y la cooperación en el campo Barcelona: Tipografía Española, 1897
- Breves consideraciones sobre la importancia industrial, minera, agrícola y forestal de la alta cuenca del Llobregat Madrid: Imp. de Moreno y Rojas, 1881
- Crónica de la Fiesta del Árbol en España Barcelona: Talleres gráficos de José Casamajó, 1909
- Crónica de la Fiesta del Árbol en España, en 1910 - Año XIII de su publicación Barcelona: 1910
- Crónica de la Fiesta del Árbol en España y en 1911 Barcelona: Imprenta-Elzeviriana de Borrás Mestres, 1911
- Exposición Universal de Chicago: Notas científicas Barcelona: Diputación Provincial de Barcelona, 1896
- Ferro-carril económico o tranvía movida a vapor entre las ciudades de Manresa y Berga siguiendo el valle del río Llobregat Barcelona: Imprenta Barcelonesa, 1881
- El Llobregat: sus cuencas alta, media y baja Barcelona: Real Academia de Ciencias y Artes, 1904
- Memoria sobre la exposición colombina de Chicago desde el punto de vista industrial y comercial Barcelona: Fomento del Trabajo Nacional, 1895
- Nota acerca de las causas de la humedad existente en las dunas de Torroella de Montgrí leída en la Real Academia de Ciencias y Artes de Barcelona Madrid: Imp. de Ricardo Rojas, 1897
- La Phylloxera Vastatrix en el partido de las afueras de Barcelona Barcelona: Imprenta de Luis Tasso, 1888
- Problema de meteorología pirenaica Barcelona: Real Academia de Ciencias y Artes, 1903
- Viaje á América: Estados Unidos, Exposición Universal de Chicago, México, Cuba y Puerto Rico Barcelona: Tipografía de Luis Tasso, 1894-1895